# Xã James, Michigan
Xã James (tiếng Anh: James Township) là một xã thuộc quận Saginaw, tiểu bang Michigan, Hoa Kỳ. Năm 2010, dân số của xã này là 2.023 người.